# 柔侠伝シリーズ
柔俠伝シリーズ（じゅうきょうでんシリーズ）は、バロン吉元による日本の漫画作品のシリーズ。1970年から発表された『柔侠伝』を第一作としている。バロン吉元の代表作である。2013年10月時点で電子書籍の『柔侠伝』、『昭和柔侠伝』シリーズが累計1000ダウンロードを達成した。

## 登場人物

### 柔俠伝
柳勘九郎（やなぎ かんくろう）
『柔俠伝』の主人公。講道館柔道・嘉納治五郎に敗れた古流柔術起倒流の達人であった父・柳秋水に打倒・講道館を叩き込まれ、父の死によってその遺志を成すため19歳で上京。左目に古傷がある。頭角を現すにつれ「鬼勘」の二つ名で呼ばれ、必殺技の「鬼巻き込み」を編み出す。
矢崎正介（やざき しょうすけ）
講道館に挑戦しようとする勘九郎と出会い、友となる。講道館四段の段位を持つ。
駒子（こまこ）
勘九郎と出会い、その後を追ってのちに妻となる。

### 昭和柔俠伝
柳勘太郎（やなぎ かんたろう）
『昭和柔侠伝』の主人公。柳勘九郎と駒子の息子。大陸に渡り馬賊の頭領となっていた勘九郎が敵の銃弾に倒れ亡くなった日に生まれる。勘九郎の率いていた部族の中で育つが、その優しい性格から馬賊の頭領には向かないことを看破され、亡き父勘九郎の友人であった矢崎正介を頼り来日する。右額に古傷の跡があり、背中に大きな「覚有情」の文字の刺青が彫られている。大陸で中国拳法（作中では空手とも称される）を身に着けており、来日して以降、徐々に柔道でも才能を発揮する。時代は第二次世界大戦に向かい、勘太郎は戦闘機の飛行士を志していく。
中野国彦（なかの くにひこ）
政治家・中野英雄の息子で、作中登場時は早稲田大学の学生。勘太郎の宿命のライバルとなる。右足を怪我し義足となってからは柔道を断念するが、陸軍士官の道を進み出世していく。
野々宮朝子（ののみや あさこ）
名家・高杉家の女中・車の運転手の女性。喫煙家で東北弁で話す。看護婦を目指しており、勘太郎と出会い惹かれ合っていく。

### 現代柔俠伝
柳勘一（やなぎ かんいち）
『現代柔侠伝』『男柔侠伝』の主人公。柳勘太郎と朝子の息子。戦場に赴いていた戦闘機乗りの父と従軍看護婦の母と幼き日に家族バラバラに生き別れ、戦災孤児として扱われながら終戦直後の時代を様々な遍歴を経て育つ。その幼少期に合気道と柔道に触れる。成長し実の父母と再会を果たすが、育ての親のいる熊本で鎮西高校に進み柔道を続け頭角を現していく。中学時代に右目を失明しのちに「独眼竜」とも呼ばれるようになる。必殺技は左の体落しから右の袖釣込み腰への連絡技の「電光投げ」。のちの「梁山泊柔道」を立ち上げる。
辺見一郎（へんみ いちろう）
勘一の宿命のライバルとなる。熊本のエリート一家に育ち、作中初登場時の鹿児島薩南商業高校時代には学業・柔道共に県内でもトップクラスの実力者。
吹雪茜（ふぶき あかね）
吹雪牧場の一人娘。勘一の知り合った政治活動家の学生・大月健之進の従妹。勘一に惚れ込まれる。

### 日本柔俠伝
柳勘平（やなぎ かんぺい）
『日本柔侠伝』の主人公。柳勘一と茜の息子。

### 新・柔俠伝
日向遥（ひゅうが はるか）
『新・柔俠伝』の主人公。柔道世界選手権の重量級で優勝するなど実績を上げ注目される。「梁山泊柔道」と出会う。
鳴神紫苑（なるかみ しおん）
遥のライバルで対抗心を燃やす。

## シリーズ一覧
- 柔俠伝（『週刊漫画アクション』連載、1970年）全33話、全3巻
- 昭和柔俠伝（『週刊漫画アクション』連載、1971年）全46話、全5巻
- 現代柔俠伝[3]（『週刊漫画アクション』連載、1972年）全150話、全16巻
- 男柔俠伝（『週刊漫画アクション』連載、1976年）全93話、全9巻
- 日本柔俠伝（『週刊漫画アクション』連載、1978年）全72話、全6巻
- 新・柔俠伝（『リイドコミック』連載、2000年）全13話、全2巻

## 書誌情報

### 『柔俠伝』
- 『柔俠伝』（B5判）双葉社〈漫画アクション・コミックス〉、全3巻 - ISBNはない。
  1. 1971年8月1日発売
  2. 1971年11月1日発売
  3. 1972年8月1日発売

- 『柔俠伝』双葉社〈アクション・コミックス〉、全3巻 - ISBNはない。
  1. 1973年5月10日発売
  2. 1973年6月15日発売
  3. 1973年7月5日発売

- 『柔俠伝』　双葉社〈アクション・コミックス・デラックス〉、全8巻
  1. 1983年11月26日発売、ISBN 978-4575813593
  2. 1983年11月26日発売、ISBN 978-4575813609
  3. 1984年1月1日発売、ISBN 978-4575813616
  4. 1984年1月1日発売、ISBN 978-4575813623
  5. 1984年1月17日発売、ISBN 978-4575813630
  6. 1984年1月17日発売、ISBN 978-4575813647
  7. 1984年2月20日発売、ISBN 978-4575813654
  8. 1984年2月20日発売、ISBN 978-4575813661

- 『柔俠伝』愛蔵版（A5判）中央公論社、全3巻
  1. 1989年9月20日発売、ISBN 412001861X[4]
  2. 1989年10月20日発売、ISBN 4120018628[5]
  3. 1989年11月20日発売、ISBN 4120018636[6]

- 『柔俠伝』（文庫版）笠倉出版社〈笠倉漫画文庫〉、全3巻
  1. 上巻 1995年9月20日発売、ISBN 4773003553[7]
  2. 中巻 1995年11月10日発売、ISBN 4773003596[8]
  3. 下巻 1995年11月10日発売、ISBN 477300360X[9]

- 『柔俠伝』ゴマブックス〈ゴマコミックス〉、全2巻
  1. 上巻 濁流なり編[10] 2005年12月20日発売、ISBN 978-4777190225
  2. 下巻 凱旋なり編[11] 2005年12月20日発売、ISBN 978-4777190232

- 『柔俠伝』コンテンツワークス〈COMIC On・DEMANDS〉、全3巻
  1. 2006年5月31日発売
  2. 2006年5月31日発売
  3. 2006年5月31日発売

- 『柔俠伝』リイド社〈torch comics〉、全2巻 - 新装・新編集版[12]。
  1. 上巻 2019年2月15日発売[13]、ISBN 978-4-8458-6014-2
  2. 下巻 2019年2月15日発売[14]、ISBN 978-4-8458-6015-9

### 『昭和柔俠伝』
- 『昭和柔俠伝』双葉社〈アクション・コミックス〉、全5巻 - ISBNはない。
  1. 1973年11月1日発売
  2. 1973年12月10日発売
  3. 1974年1月5日発売
  4. 1974年2月1日発売
  5. 1974年3月20日発売

- 『昭和柔俠伝』ゴマブックス〈ゴマコミックス〉、全3巻
  1. 上巻 純情なり編[15] 2005年10月20日発売、ISBN 978-4777190072
  2. 中巻 勇猛なり編[16] 2005年10月20日発売、ISBN 978-4777190089
  3. 下巻 死士なり編[17] 2005年10月20日発売、ISBN 978-4777190096

- 『昭和柔俠伝』コンテンツワークス〈COMIC On・DEMANDS〉、全5巻
  1. 2006年5月31日発売
  2. 2006年5月31日発売
  3. 2006年5月31日発売
  4. 2006年5月31日発売
  5. 2006年5月31日発売

### 『現代柔俠伝』
- 『現代柔侠伝』双葉社〈アクション・コミックス〉、全16巻 - ISBNはない。
  1. 1974年5月20日発売
  2. 1974年6月20日発売
  3. 1974年7月20日発売
  4. 1974年9月10日発売
  5. 1974年10月20日発売
  6. 1975年1月15日発売
  7. 1975年4月10日発売
  8. 1975年6月25日発売
  9. 1975年9月10日発売
  10. 1975年11月10日発売
  11. 1976年1月10日発売
  12. 1976年4月20日発売
  13. 1976年6月20日発売
  14. 1976年10月5日発売
  15. 1977年1月15日発売
  16. 1977年2月5日発売

- 『現代柔俠伝』愛蔵版 さくら出版〈さくらコミックス日本漫画家名作シリーズ〉、全2巻
  1. 1999年7月9日発売、ISBN 4916085337[18]
  2. 1999年8月9日発売、ISBN 4916085507[19]

- 『現代柔俠伝』コンテンツワークス〈COMIC On・DEMANDS〉、全16巻
  1. 2006年7月31日発売
  2. 2006年7月31日発売
  3. 2006年7月31日発売
  4. 2006年7月31日発売
  5. 2006年7月31日発売
  6. 2006年7月31日発売
  7. 2006年7月31日発売
  8. 2006年7月31日発売
  9. 2006年7月31日発売
  10. 2006年7月31日発売
  11. 2006年7月31日発売
  12. 2006年7月31日発売
  13. 2006年7月31日発売
  14. 2006年7月31日発売
  15. 2006年7月31日発売
  16. 2006年7月31日発売

### 『男柔俠伝』
- 『男柔俠伝』双葉社〈アクション・コミックス〉、全9巻 - ISBNはない。
  1. 1977年7月15日発売
  2. 1977年8月25日発売
  3. 1977年10月15日発売
  4. 1977年12月25日発売
  5. 1978年4月1日発売
  6. 1978年6月5日発売
  7. 1978年11月5日発売
  8. 1978年12月1日発売
  9. 1979年1月30日発売

- 『男柔俠伝』コンテンツワークス〈COMIC On・DEMANDS〉、全9巻
  1. 2006年11月30日発売
  2. 2006年11月30日発売
  3. 2006年11月30日発売
  4. 2006年11月30日発売
  5. 2006年11月30日発売
  6. 2006年11月30日発売
  7. 2006年11月30日発売
  8. 2006年11月30日発売
  9. 2006年11月30日発売

### 『日本柔俠伝』
- 『日本柔俠伝』双葉社〈アクション・コミックス〉、全6巻 - ISBNはない。
  1. 1979年5月5日発売
  2. 1979年7月5日発売
  3. 1979年10月15日発売
  4. 1980年1月3日発売
  5. 1980年4月5日発売
  6. 1980年6月20日発売

- 『日本柔俠伝』コンテンツワークス〈COMIC On・DEMANDS〉、全6巻
  1. 2006年11月30日発売
  2. 2006年11月30日発売
  3. 2006年11月30日発売
  4. 2006年11月30日発売
  5. 2006年11月30日発売
  6. 2006年11月30日発売

### 『新柔俠伝』
- 『新柔俠伝』リイド社〈SPコミックス〉、全2巻
  1. 2000年11月13日発売、ISBN 978-4-8458-1913-3
  2. 2001年6月29日発売、ISBN 978-4-8458-1943-0

### その他
- 『バロン吉元 画俠伝 Baron Yoshimoto Artwork Archives』リイド社、2017年3月17日発売[20]、ISBN 978-4-8458-5133-1